# Viersporig spikkelschijfje
Het viersporig spikkelschijfje (Saccobolus quadrisporus) is een schimmel behorend tot de familie Ascobolaceae. Hij leeft als coproniele saprotroof. Het komt voor op gras en hooilanden op uitwerpselen van gewervelde dieren (o.a. gans).

## Kenmerken

### Uiterlijke kenmerken
De ascomata hebben een diameter van 350-700 µm en zijn 150-250 µm hoog. Het schijfje is eerst bolvormig en wordt dan min of meer vlak, ook helder waterviolet van kleur, maar verandert naar zwartachtig-violet of zwart naarmate het rijpt. 

### Microscopische kenmerken
De parafysen zijn 2-2,5 micron in diameter en spaarzaam vertakt. De asci zijn 4-sporig clavaat, taps toelopend naar beneden in een vrij dikke basis, dunwandig en kleurend blauw in jodium en meten 85-110 x 20-26 µm. De ascosporen zijn aanvankelijk hyaliene, dan zwartachtig-violet, ellipsoïde of langwerpig, omgeven door een gemeenschappelijke slijmlaag, in twee rijen in de ascus gerangschikt en meten  17-20 x 9-10,5 µm.

## Verspreiding
In Nederland komt het viersporig spikkelschijfje uiterst zeldzaam voor.